# Мірошниченко Роман Іванович
Роман Іванович Мірошниченко (нар. 25 березня 1973, Ворошиловград, УРСР) — радянський, український та фінський футболіст, нападник.

## Життєпис

### Ранні роки. «Зоря» (Луганськ)
Народився у Ворошиловграді. Вихованець місцевої СДЮШОР «Зоря», перший тренер — А. Д. Шакун. Дорослу футбольну кар'єру розпочав 1991 року в аматорському клубі «Колос» (Устьє) з Білоруської РСР. Потім повернувся до «Зорі», кольори якої захищав з 1993 року. Дебютував за луганську команду 28 березня того ж року в переможному (2:1) домашньому поєдинку 18-о туру Вищої ліги проти луцької «Волині». Роман вийшов на поле на 81-й хвилині, замінивши Геннадія Шаріпова. Дебютним голом у футболці «луганців» відзначився 30 жовтня 1993 року на 59-й хвилині переможного (2:0) домашнього поєдинку 13-о туру Вищої ліги проти чернівецької «Буковини». Мірошниченко вийшов на поле в стартовому складі та відіграв увесь матч. У команді провів три неповних сезони, за цей час у Вищій лізі зіграв 47 матчів (3 голи), ще 4 матчі (1 гол) провів у кубку України. У 1992 та 1993 році виступав в оренді в лутугинських аматорських клубах МАЛС (3 матчі) та «Металург». У 1996 році відзначився 1 голом за ФК «Донець» (Донецьк) в аматорському чемпіонаті Росії.

### СК «Одеса»
Під час зимової перерви сезону 1995/96 років перейшов у СК «Одеса». У футболці одеських «армійців» дебютував 27 квітня того ж року в нічийному (1:1) домашньому поєдинку 30-о туру Першої ліги проти нікопольського «Металурга». Роман вийшов на поле в стартовому складі, а на 68-й хвилині його замінив Валерій Матусевич. Дебютним голом за одеський клуб відзначився 12 серпня 1996 року на 43-й хвилині переможного (4:1) доманього поєдинку 3-о туру Першої ліги проти харківського «Металіста». Мірошниченко вийшов на поле в стартовому складі та відіграв увесь матч. У команді відіграв близько року, за цей час у Першій лізі провів 22 поєдинки та відзначився 3-а голами, ще 1 матч провів у кубку України.

### Повернення до «Зорі»
Під час зимової паузи сезону 1996/97 років повернувся до «Зорі». Дебютував у футболці «луганців» 17 березня 1997 року в нічийному (1:1) домашньому поєдинку 25-о туру Першої ліги проти макіївського «Шахтаря». Роман вийшов на поле на 25-й хвилині, замігивши Віталія Махоніна. Дебютним голом у футболці «Зорі» відзначився 14 травня 1997 року на 82-й хвилині переможного (3:1) домашнього поєдинку 39-о туру Першої ліги проти луцької «Волині». Мірошниченко вийшов на поле в стартовому складі та відіграв увесь матч. У футболці луганського клубу в Першій лізі зіграв 62 матчі та відзначився 17-а голами, ще 7 матчів провів у кубку України.

### «Шахтар» (Луганськ) та переїзд до Фінляндії
З 1999 по 2000 рік виступав в аматорському чемпіонаті України за луганський «Шахтар». У 2000 році переїхав до Фінляндії, де підписав контракт з представником Какконена (третій дивізіон фінського чемпіонату) ТП-47. У фінській першості зіграв 16 матчів та відзначився 8-а голами. Наступного року повернувся до луганського «Шахтаря», з яким виграв аматорський чемпіонат України. Проте по завершенні чемпіонату повернувся до ТП-47, в якому відіграв чотири з половиною сезони. За цей час відзначився 46-а голами в другому та третьому дивізіонах чемпіонату Фінляндії. У 2005 році перейшов до «Гюйми», того ж сезону встиг пограти в оренді за КайХа (2 матчі, 1 гол). У футболці «Гюйми» відіграв 9 сезонів, а в 2013 році завершив кар'єру футболіста.
По завершенні футбольної кар'єри залишився на постійне проживання в Фінляндії.

## Досягнення
«Шахтар» (Луганськ)
- Аматорський чемпіонат України
  -  Чемпіон (1): 2001